# Charles D. Martin

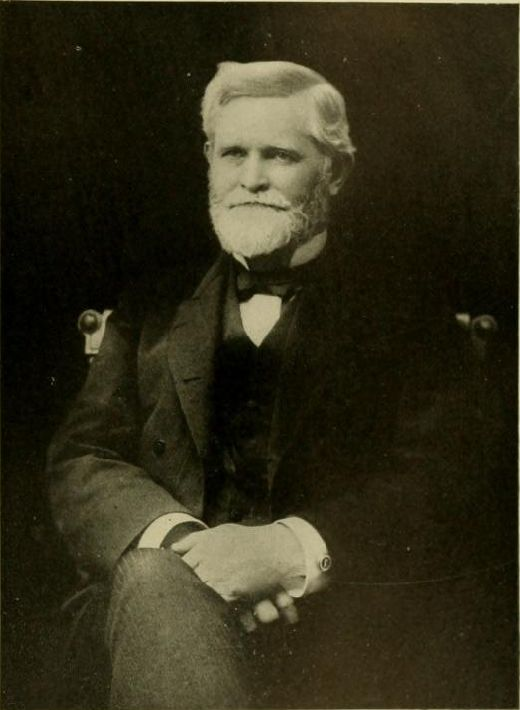
Charles D. Martin

Charles Drake Martin (* 5. August 1829 in Mount Vernon, Ohio; † 27. August 1911 in Lancaster, Ohio) war ein US-amerikanischer Politiker. Zwischen 1859 und 1861 vertrat er den Bundesstaat Ohio im US-Repräsentantenhaus.

## Werdegang
Charles Martin besuchte die öffentlichen Schulen seiner Heimat und danach das Kenyon College in Gambier. Nach einem anschließenden Jurastudium und seiner 1850 erfolgten Zulassung als Rechtsanwalt begann er in Lancaster in diesem Beruf zu arbeiten. Gleichzeitig schlug er als Mitglied der Demokratischen Partei eine politische Laufbahn ein. Bei den Kongresswahlen des Jahres 1858 wurde Martin im elften Wahlbezirk von Ohio in das US-Repräsentantenhaus in Washington, D.C. gewählt, wo er am 4. März 1859 die Nachfolge von Valentine B. Horton antrat. Da er im Jahr 1860 seinem Vorgänger unterlag, konnte er bis zum 3. März 1861 nur eine Legislaturperiode im Kongress absolvieren. Diese war von den Ereignissen im unmittelbaren Vorfeld des Bürgerkrieges geprägt.
Nach dem Ende seiner Zeit im US-Repräsentantenhaus praktizierte Charles Martin wieder als Anwalt. Von 1883 bis 1886 gehörte er der Supreme Court Commission an. Er starb am 27. August 1911 in Lancaster, wo er auch beigesetzt wurde.